# Salah Abdeslam
Salah Abdeslam [en árabe: صلاح عبد السلام‎] (Bruselas, Bélgica, 15 de septiembre de 1989) es un terrorista francés nacido en Bélgica y de origen marroquí, acusado de participar en los atentados de noviembre de 2015 en Francia, en concreto de «asesinatos terroristas y participación en las actividades de un grupo terrorista».

## Biografía
Salah Abdeslam es hijo de un ciudadano marroquí nacido en Orán (Argelia), y madre también marroquí de la zona del Rif. Previo a los atentados de París, había sido detenido por delito de robo en 2011 y desde 2013 regentaba un bar en Bruselas, 'The Beguine'. Trató de llegar a Siria en enero de 2015, pero fue detenido por las autoridades turcas y obligado a regresar a Bélgica. Interrogado por la policía belga a su llegada, no se le consideró radicalizado ni vinculado a célula terrorista. No obstante, en octubre del mismo año, aparecía en una relación de casi una treintena de sospechosos yihadistas. Durante todo 2015 se le localiza en los pasos fronterizos de distintos países europeos.
Según la policía y las autoridades gubernamentales, es cómplice de los ataques perpetrados al proporcionar apoyo logístico a los militantes yihadistas, conducir automóviles acompañando a los atacantes a sus destinos, en concreto a la sala Bataclan, y con cierto grado de implicación en la fabricación de explosivos usados en actos de terrorismo. Es además hermano de Brahim Abdeslam, que se inmoló durante los ataques. Las huellas digitales y las imágenes de circuito cerrado de televisión indican que Abdeslam estaba implicado personalmente en los ataques terroristas en París en noviembre de 2015, en los que perdieron la vida 130 personas y otras 368 resultaron heridas.
Poco después de que se conocieran los detalles de los ataques, algunos medios periodísticos lo calificaron de «enemigo público número 1», y las autoridades europeas lo calificaron de la persona más buscada. Después de escapar de las autoridades policiales, se convirtió en el objetivo de una de las mayores operaciones de búsqueda y captura de la historia europea moderna. Europol tenía a Abdeslam como el primero de una lista de criminales en busca y captura, de un total de 57 individuos, en enero de 2016.
Abdeslam es conocido por haber tenido contactos o vínculos sociales con el Estado Islámico, ya que esta organización reivindicó el ataque de París. De los hombres que perpetraron directamente los ataques, sólo Salah Abdeslam y Mohamed Abrini sobrevivieron, ya que los otros murieron, bien por haberse suicidado, bien por haber sido abatidos por los efectivos policiales.
Después de cuatro meses huido, Abdeslam fue arrestado durante una operación antiterrorista en Molenbeek-Saint-Jean, en la región de Bruselas, la capital belga, el 18 de marzo de 2016. Junto a él fue arrestado también Monir Ahmed Alaaj, al que la policía considera cómplice y los tres miembros de la familia que lo ocultaba. Durante la operación de captura fue herido en una pierna y llevado a un hospital, donde permaneció hasta el día siguiente.